# Postnord Vårgårda WestSweden TTT
La Postnord Vårgårda WestSweden TTT (Team Time Trial) es una contrarreloj por equipos de ciclismo femenina que en conjunto con una carrera de ruta de un día denominada como Postnord Vårgårda WestSweden RR (Road Race) se disputa en la aglomeración urbana de Vårgårda (provincia de Västra Götaland) y sus alrededores a finales del mes de julio o principios de agosto.
La carrera de un día se creó en el año 2006 bajo la denominación de Open de Suède Vårgårda y la contrarreloj por equipos se creó en 2008 con el nombre oficial de Open de Suède Vårgårda TTT para diferenciarla de su homónima de un día. Desde su creación, ambas pruebas fueron puntuables para la Copa del Mundo femenina hasta el año 2016 en donde las 2 competencias pasaron a formar parte del UCI WorldTour Femenino con la creación de dicho circuito. Así mismo en 2016 ambas carrera cambiaron su nombre a Crescent Vårgårda y posteriormente en el año 2018 volvieron a cambiar si nombre al de Postnord Vårgårda WestSweden con motivo de cambio de patrocinador. No siempre las pruebas se han disputado en orden particular pero siempre manteniendo 2 días de diferencia entre una y otra.

## Palmarés
| Año                              | Ganador               | Segundo              | Tercero                        |           |
| -------------------------------- | --------------------- | -------------------- | ------------------------------ | --------- |
| Open de Suède Vårgårda TTT       |                       |                      |                                |           |
| 2008                             | Cervélo Lifeforce     | Columbia Women       | Equipe Nürnberger Versicherung |           |
| 2009                             | Cervélo TestTeam      | Columbia-HTC Women   | Flexpoint                      |           |
| 2010                             | Cervélo TestTeam      | HTC-Columbia Women   | Nederland Bloeit               |           |
| 2011                             | HTC-Highroad Women    | AA Drink-leontien.nl | Garmin-Cervélo                 |           |
| 2012                             | Specialized-Lululemon | Orica-AIS            | Rabobank Women                 |           |
| 2013                             | Specialized-Lululemon | Rabo Women           | Orica-AIS                      |           |
| 2014                             | Specialized-Lululemon | Rabo Liv Women       | Boels Dolmans                  |           |
| 2015                             | Rabo Liv Women        | Velocio-SRAM         | Boels Dolmans                  |           |
| Crescent Vårgårda TTT            |                       |                      |                                |           |
| 2016                             | Boels Dolmans         | Cervélo Bigla        | Rabo Liv Women                 |           |
| 2017                             | Boels Dolmans         | Cervélo Bigla        | Canyon Sram Racing             |           |
| Postnord Vårgårda WestSweden TTT |                       |                      |                                |           |
| 2018                             | Boels Dolmans         | Sunweb               | Cervélo Bigla                  |           |
| 2019                             | Trek-Segafredo        | Canyon-SRAM Racing   | Sunweb Women                   |           |
| 2020                             | cancelada             | cancelada            | cancelada                      | cancelada |
| 2021                             | cancelada             | cancelada            | cancelada                      | cancelada |
| 2022                             | Trek-Segafredo        | SD Worx              | Team DSM                       |           |
| 2023                             | cancelada             | cancelada            | cancelada                      | cancelada |

### Palmarés con miembros de los equipos
| Año  | Ganador | Segundo | Tercero |
| ---- | --- | --- | --- |
| 2008 | Cervélo-Lifeforce Priska Doppmann Karin Thürig Christiane Soeder Carla Ryan Sarah Düster Pascale Schnider           | Columbia Women Linda Villumsen Ina-Yoko Teutenberg Alexis Rhodes Kimberly Anderson Emilia Fahlin Luise Keller        | Equipe Nürnberger Versicherung Charlotte Becker Suzanne de Goede Christina Becker Marie Lindberg Larissa Kleinmann Edita Pucinskaite |
| 2009 | Cervélo Women Kristin Armstrong Regina Bruins Carla Ryan Christiane Soeder Kirsten Wild Sarah Düster                | Columbia Women Kimberly Anderson Chantal Beltman Emilia Fahlin Ina-Yoko Teutenberg Ellen van Dijk Linda Villumsen    | Flexpoint Susanne Ljungskog Mirjam Melchers Loes Gunnewijk Loes Markerink Trine Schmidt Iris Slappendel                              |
| 2010 | Cervélo Women Charlotte Becker Regina Bruins Iris Slappendel Kirsten Wild                                           | Columbia Women Judith Arndt Ellen van Dijk Adrie Visser Linda Villumsen                                              | Nederland Bloeit Liesbet De Vocht Loes Gunnewijk Annemiek van Vleuten Marianne Vos                                                   |
| 2011 | HTC-Highroad Women Judith Arndt Charlotte Becker Amber Neben Ellen van Dijk                                         | AA Drink-Leontien.nl Kirsten Wild Trixi Worrack Lucinda Brand Linda Villumsen                                        | Garmin-Cervélo Women Elizabeth Armitstead Noemi Cantele Emma Pooley Iris Slappendel Sharon Laws                                      |
| 2012 | Specialized-Lululemon Evelyn Stevens Ina-Yoko Teutenberg Trixi Worrack Amber Neben Ellen van Dijk Charlotte Becker  | Orica-AIS Judith Arndt Linda Villumsen Shara Gillow Claudia Häusler Loes Gunnewijk Alexis Rhodes                     | Rabobank Women Marianne Vos Tatiana Antoshina Iris Slappendel Thalita de Jong Liesbet De Vocht Roxane Knetemann                      |
| 2013 | Specialized-Lululemon Evelyn Stevens Lisa Brennauer Trixi Worrack Ellen van Dijk                                    | Rabo Women Marianne Vos Lucinda Brand Annemiek van Vleuten Thalita de Jong                                           | Orica-AIS Melissa Hoskins Shara Gillow Emma Johansson Amanda Spratt                                                                  |
| 2014 | Specialized-Lululemon Chantal Blaak Lisa Brennauer Karol-Ann Canuel Carmen Small Evelyn Stevens Trixi Worrack       | Rabo Liv Women Lucinda Brand Thalita de Jong Roxane Knetemann Anna van der Breggen Annemiek van Vleuten Marianne Vos | Boels Dolmans Elizabeth Armitstead Megan Guarnier Romy Kasper Christine Majerus Katarzyna Pawłowska Ellen van Dijk                   |
| 2015 | Rabo Liv Women Lucinda Brand Thalita de Jong Shara Gillow Katarzyna Niewiadoma Moniek Tenniglo Anna van der Breggen | Velocio-SRAM Alena Amialiusik Lisa Brennauer Karol-Ann Canuel Élise Delzenne Mieke Kröger Trixi Worrack              | Boels Dolmans Elizabeth Armitstead Chantal Blaak Romy Kasper Christine Majerus Katarzyna Pawłowska Evelyn Stevens                    |
| 2016 | Boels Dolmans Elizabeth Armitstead Chantal Blaak Ellen van Dijk Karol-Ann Canuel Katarzyna Pawłowska Evelyn Stevens | Cervélo-Bigla Nicole Hanselmann Lisa Klein Lotta Lepistö Ashleigh Moolman Joëlle Numainville Stephanie Pohl          | Rabo Liv Anouska Koster Roxane Knetemann Shara Gillow Marianne Vos Moniek Tenniglo Anna van der Breggen                              |
| 2017 | Boels Dolmans Chantal Blaak Karol-Ann Canuel Amalie Dideriksen Christine Majerus Amy Pieters Anna van der Breggen   | Cervélo-Bigla Nicole Hanselmann Lisa Klein Clara Koppenburg Lotta Lepistö Ashleigh Moolman Cecilie Uttrup Ludwig     | Canyon SRAM Racing Hannah Barnes Lisa Brennauer Elena Cecchini Mieke Kröger Alexis Ryan Trixi Worrack                                |
| 2018 | Boels Dolmans Chantal Blaak Karol-Ann Canuel Amalie Dideriksen Christine Majerus Amy Pieters Anna van der Breggen   | Sunweb Lucinda Brand Leah Kirchmann Juliette Labous Floortje Mackaij Pernille Mathiesen Coryn Rivera                 | Cervélo-Bigla Ann-Sophie Duyck Clara Koppenburg Lotta Lepistö Cecilie Uttrup Ludwig Ashleigh Moolman Emma Cecilie Norsgaard          |
| 2019 | Trek-Segafredo Audrey Cordon Elisa Longo Borghini Ellen van Dijk Tayler Wiles Ruth Winder Trixi Worrack             | Canyon SRAM Racing Alena Amialiusik Alice Barnes Hannah Barnes Elena Cecchini Lisa Klein                             | Sunweb Lucinda Brand Leah Kirchmann Juliette Labous Floortje Mackaij Pernille Mathiesen Coryn Rivera                                 |
| 2022 | Trek-Segafredo Audrey Cordon Amalie Dideriksen Lauretta Hanson Chloe Hosking Shirin van Anrooij Ellen van Dijk      | SD Worx Elena Cecchini Christine Majerus Chantal van den Broek-Blaak Blanka Vas Demi Vollering                       | Team DSM Francesca Barale Pfeiffer Georgi Floortje Mackaij Esmée Peperkamp Elise Uijen Lorena Wiebes                                 |

## Palmarés por países
| País           | Victorias |
| -------------- | --------- |
| Estados Unidos | 6         |
| Países Bajos   | 5         |
| Suiza          | 1         |
| Alemania       | 1         |